# Rodney Mullen

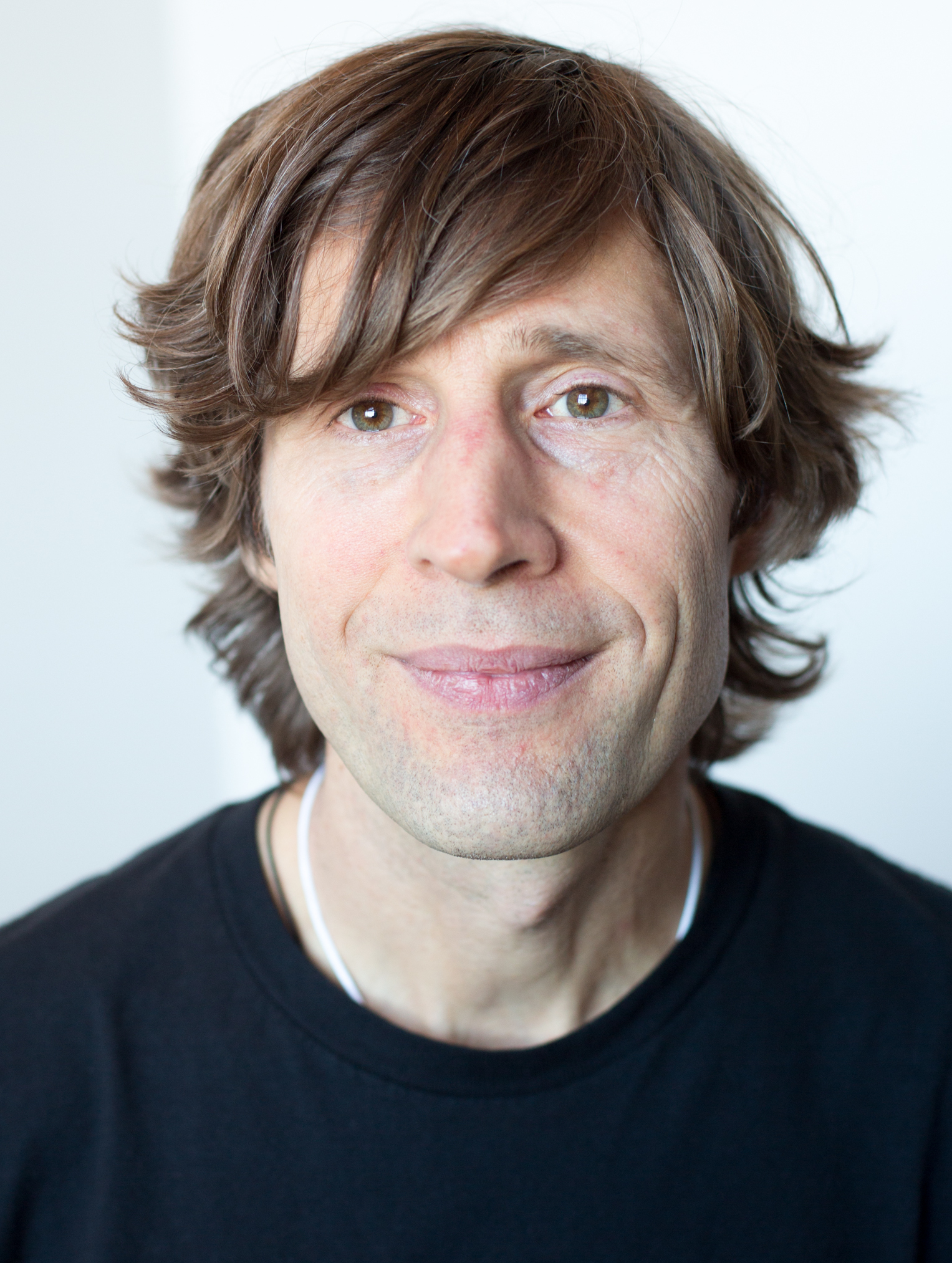
Rodney Mullen in 2013

Johnny Rodney Mullen (Gainesville, 17 augustus 1966) is een Amerikaanse professionele freestyle skateboarder en wordt in het algemeen door skateboarders over de hele wereld beschouwd als zeer invloedrijk vanwege de door hem ontdekte 'tricks'.

## Vroege carrière
- 1e plaats 1985 NSA World Open in freestyle (Californië)
- 2e plaats 1983 Del Mar Spring Nationals in freestyle (Californië)
- 1e plaats 1982 Rusty Harris Series Final Contest in freestyle
- 1e plaats 1979 Tweede Annual Clearwater Sun 'n' Fun Championships (Florida)

Mullen startte met het skateboarden op geleende boards omdat zijn vader – als arts – er fel tegen was. Hij kreeg zijn eerste skateboard, op voorwaarde dat hij altijd bescherming droeg en dat hij moest stoppen als hij ooit gewond zou raken. Op 1 januari 1977 was het zover. Zijn eerste sponsor was – al na 9 maanden – Bill Murray van de 'Inland Surf Shop', waar Mullen geregeld oefende op de parkeerplaats. Tijdens zijn eerste wedstrijd, in 1977, in het Kona skatepark (Jacksonville) reed hij op een Walker skateboard, waarbij hij derde werd in freestyle. De 10-jarige trok de aandacht van skateboard firma Bruce Walker en werd onmiddellijk gesponsord door Walker Skateboards. De daaropvolgende drie jaren won hij elke wedstrijd als amateur, bijna 30 keer, vooral in Florida. Hij sloot die periode af met een winst tijdens de Oceanside Nationals in Californië. Zijn begeleiding kwam vooral van Bruce Walker en van Barry Zaritsky.  In 1980 (toen hij 13 was) werd hij pro nadat hij won op de Oasis Pro in San Diego: "Dit was een van de opwindendste momenten voor mij." Mullen begon te rijden voor het legendarische Powell Peralta Bones Brigade team. Stacy Peralta werd Rodney's nieuwe coach en sponsor.
Zijn enorme toewijding aan de sport blijkt uit het feit dat hij tijdens zijn schooljaren 's morgens vroeg in zijn garage trainde en daarna nog eens tot diep in de nacht.
In 1988 verscheen Mullen in de futuristische film Gleaming the Cube, samen met zijn collega-Bones Brigade team members en de filmster Christian Slater. Mullen's andere video's zijn The Bones Brigade Video Show, Bones Brigade Video II: Future-Primitive, Bones Brigade Video III: The Search for Animal Chin, en Bones Brigade Video IV: Public Domain, de Rodney Mullen vs. Daewon Song series, Globe Opinion, en het meest recent Almost: Round Three. Hij trad tevens op in diverse TV shows in de V.S.
In 1989 verliet Mullen Powell Peralta en vormde, samen met Steve Rocco, World Industries , waarbij hij zich vicepresident kon noemen. Daarna reed Mullen voor een ander team genaamd Plan-B, waar hij in verscheidene Plan-B-video's meespeelde, zoals The Questionable Video, Virtual Reality, en Second Hand Smoke.

## Latere carrière
Na het einde van het A-Team sloot Mullen zich bij Enjoi Skateboards aan. Met zijn schoenensponsor Globe nam Mullen de Opinion video (2001) op. 
Mullen won in 2001 de Transworld Readers Choice Award for Skater of the Year. Eind 2002 verliet Mullen Enjoi en startte met Deawon Song een nieuwe boardfirma: Almost. Het team van Almost bestond uit Daewon Song, Ryan Sheckler, Chris Haslam, Greg Lutzka, Cooper Wilt, William Patrick en Mullen zelf. In december 2004 bracht Almost een video uit met de naam Almost-Round Three, die als opvolger van de Rodney Mullen vs. Daewon Song-serie geldt.
In 2003 kwam Mullens autobiografie uit: The Mutt: How to Skateboard and not Kill Yourself. Het vertelt het bijna complete verhaal van zijn leven van toen hij een kleine jongen was met "martelschoenen", tot hij zijn vriendin Traci ten huwelijk vroeg.
Hij blijft invloed houden in de wereld van het skateboarden en inspireert anderen die naar zijn video's kijken, door het constant ontwikkelen van compleet nieuwe tricks zoals de half-slide oftewel darkslide: een boardslide met de wielen naar boven.
Hij is 35-voudig freestyle-skateboardwereldkampioen en verloor in zijn carrière één freestyle-wedstrijd.
Mullen ontdekte talrijke 'tricks', zoals de Kickflip, Darkslide, Heelflip, Tre Flip en Late Flips. Alan Gelfand was de eerste skater die in een leeg betonnen zwembad met losse handen over de zijkant kon heenspringen, waarmee de basis van de ollie was gelegd. Vanaf 1981 werd de ollie door skaters als Mullen, Mark Gonzales en Natas Kaupas op de vlakke grond uitgevoerd.
Zijn lievelingstricks zijn de Frontside Crooked Grind variaties, de Nollie Hardflip evenals Darkslides. Mullen geldt als de Godfather of Streetskating en is in zijn creativiteit evenals in zijn bandbreedte van tricks en combinaties tot op heden onovertroffen. Naar schatting ontdekte hij 270 tricks. Hij is een van de beste Regular foot (linkervoet voor) skaters, net zoals Gaspard Francois.

## Ontdekte tricks
Mullen ontdekte tijdens zijn loopbaan de volgende tricks:
- 360 Flip (1983)
- 360 pressure flip (1983)
- 50-50 Saran wrap (1979)
- 50-50 Sidewinder (1983)
- 540 double kickflip
- 540 Shove-it (1979)
- Backside 180 flip (1984)
- Caballerial impossible
- Casper 360 flip (1983)
- Casper slide (1992)
- Double heelflip
- Flatground ollie (1981)
- Frontside heelflip shove-it (1988)
- Gazelle (1981)
- Godzilla rail flip (1979)
- Half Cab impossible (1982)
- Half Cab kickflip (1983)
- Half Cab kickflip underflip
- Half flip darkslide (1992)
- Heelflip (1982)
- Helipop (360 nollie) (1980)
- Helipop heelflip (1990)
- Impossible (1982)
- Kickflip (1982)
- Kickflip underflip (1992)
- No handed 50/50 (1981)
- No handed 50-50 Kickflip
- Ollie Airwalk (1986)
- Ollie fingerflip (1986)
- Ollie impossible
- Ollie nosebone (1986)
- One footed ollie (1984)
- One hand handstand
- One hand handstand flip
- Sidewinder (1983)
- Switchstance 360 flip (1990)
- 360 Hardflip (1986)

Vanwege de enorme krachten op de vingertoppen deed hij – als eerste – ducttape om zijn vingers (1985). Vanaf 1991 deed hij dit niet meer.

## Persoonlijk
Hij is getrouwd met Traci Maria en woont met haar in Hermosa Beach, Californië. Mullen is net als Tony Hawk in Police Academy 4 te zien.